# Kenneth Rubio
Kenneth Rubio Altamirano (Guayaquil, 9 de septiembre de 1994) es un futbolista ecuatoriano, su posición dentro del campo es volante actualmente su club es el Don Café De la Segunda Categoría de Ecuador.

## Clubes
| Club     | País    | Año             |
| -------- | ------- | --------------- |
| Don Café | Ecuador | 2018 - Presente |

- Datos: Q56446981